# Rottura epistemologica
La rottura epistemologica è un concetto elaborato dalla tradizione epistemologica francese. È Gaston Bachelard il primo pensatore a proporre questa definizione che sta a indicare una discontinuità radicale all'interno della ricerca scientifica. Criticando l'idea di un progresso continuo, di uno sviluppo lineare verso una soluzione unica e certa, Bachelard sostiene che ogni disciplina scientifica proceda per strappi e discontinuità. Sono le diverse problematiche a far costruire, costituire un oggetto di ricerca: mutate queste istanze si ha appunto una rottura epistemologica, e dunque una visione ben diversa di oggetti che apparentemente possono essere ritenuti ancora simili e nominati con lo stesso nome.
Di questo concetto si è servito Louis Althusser, allievo di Bachelard, per sottolineare la rottura epistemologica che a suo avviso opera Marx nei confronti di Hegel a proposito della dialettica.
La rottura epistemologica ha indubbiamente dei punti di contatto (teoretici ma non certamente storici) con la nozione di paradigma nell'epistemologia di Thomas Kuhn e, in particolare, con il suo libro La struttura delle rivoluzioni scientifiche.